# Vacanze al mare
Vacanze al mare è un documentario del 2013 diretto da Ermanno Cavazzoni.

## Distribuzione
È stato presentato in anteprima al Festival internazionale del film di Roma 2013 nella sezione Prospettive Doc Italia.